# Château de Saint-Ferriol
Le château de Saint-Ferriol est un château situé à Saint-Ferriol, en France.

## Localisation
Le château est situé sur la commune de Saint-Ferriol, dans le département français de l'Aude.

## Historique
L'édifice est inscrit au titre des monuments historiques en 1999.